# Совак, Иржи
Иржи Совак (чеш. Jiří Sovák; настоящая фамилия — Шмицер; 27 декабря 1920, Прага — 6 сентября 2000, там же) — чехословацкий и чешский актер. Заслуженный артист Чехословакии (1968).

## Биография
Сын трактирщика. До 1941 обучался в Пражской консерватории. Играл в любительском театре. С 1943 — профессиональный актёр Тршебичского театра. В 1946—1947 выступал в составе Чехословацкого армейского музыкального ансамбля им. В. Неедлы.
С 1947 — артист театра Бурьяна, в 1952—1966 — Театра на Виноградах.
С 1966 до смерти играл на сцене Национального театра в Праге. Амплуа — комедийный актер. Известный киноактер. С 1950 года более пятидесяти лет своей жизни снимался в кино.
Его сын — актёр и певец Иржи Шмицер.

## Избранная фильмография
1. 1947 — Никто не знает ничего
2. 1950 — Встанут новые бойцы
3. 1953 — Предупреждение — Дрнец, кочегар паровоза
4. 1955 — Танковая бригада — Яшко
5. 1956 — Непобеждённые
6. 1957 — Отправление 13:30 — пассажир Тахечи
7. 1957 — Год рождения 1921 — Кованда
8. 1957 — Сентябрьские ночи
9. 1958 — Сегодня в последний раз — Земанек
10. 1958 — Смерть в седле — Микота
11. 1959 — Где чёрту не под силу — майор Гатль
12. 1959 — Пробуждение
13. 1960 — Поющая пудреница
14. 1960 — Я пережил свою смерть — Йозеф
15. 1961 — Песня о сизом голубе — Феро Шлосярик
16. 1961 — Флориан — Флориан
17. 1963 — Вот придёт кот — директор школы
18. 1963 — Король Королю[чеш.] — Лойза Королю
19. 1964 — Звезда по имени Полынь — Эмил Червенка
20. 1966 — Кто хочет убить Джесси? — Индржих Беранек
21. 1966 — Сокровище византийского купца — археолог Соудек
22. 1967 — Конец агента — пан Фоустка
23. 1968 — Объезд — мэр Карел Капр
24. 1969 — Джентльмены — Тонда
25. 1969 — Я убил Эйнштейна, господа — профессор Дэвид Мур
26. 1970 — Пан, вы вдова — король Розебуд IV
27. 1970 — Пропавшие банкноты — майор Калаш
28. 1972 — Шесть медведей и клоун Цибулка — директор школы
29. 1975 — Соло для слона с оркестром — профессор Ружичка
30. 1976 — Маречек, подайте мне ручку! — пан Иржи Кроупа
31. 1977 — Завтра встану и ошпарюсь чаем — Клаус Абард
32. 1977 — Да здравствуют духи! — рыцарь Бртник
33. 1978 — Спящая красавица — король Далимир
34. 1980 — Арабелла (телесериал) — волшебник Теофил Виго
35. 1991 — Принц-лягушка
36. 1993 — Арабелла возвращается (телесериал) — волшебник Теофил Виго
37. 1996 — Коля — Ружичка